# Armenoprunus dasycarpa
Armenoprunus dasycarpa là loài thực vật có hoa trong họ Hoa hồng. Loài này được (Ehrh.) Janch. mô tả khoa học đầu tiên năm 1959.